# Morten Bergeton Iversen
Morten Bergeton Iversen (Oslo, 19 de novembro de 1974), mais conhecido pelo seu nome artístico Teloch, é um músico e compositor norueguês. Atualmente, ele é o guitarrista das bandas de black metal Mayhem e Nidingr, e lidera o projeto solo eletrônico chamado Bergeton. Iversen também foi um ex-membro de turnê e sessão de bandas como Gorgoroth, God Seed e 1349.

## Carreira
Morten Bergeton Iversen iniciou sua carreira musical no início dos anos 1990 na banda de punk Dødsdømt, na banda de thrash/death metal Legions e na banda de death metal Morbidity. Ele fundou a banda de black metal Nidingr em 1996 e gravou sua primeira demo no mesmo ano, com a segunda demo lançada em 1999.
Em 2004, Iversen ingressou no Gorgoroth, inicialmente como técnico de guitarra e depois como membro de turnê, além de participar da banda Orcustus com outros membros do Gorgoroth. Ele contribuiu com guitarras e vocais para o EP Wrathrash do Orcustus em 2005, antes de deixar o projeto em 2006. O Nidingr lançou seu primeiro álbum de estúdio, Sorrow Infinite and Darkness, em 2005, e Iversen deixou o Gorgoroth no mesmo ano. Em 2006, ele formou a banda de black metal Umoral e juntou-se ao 1349 como guitarrista de turnê, saindo deste último em 2007 e reingressando no Gorgoroth. Ele apareceu no álbum ao vivo True Norwegian Black Metal – Live in Grieghallen, lançado em 2008, e excursionou com a banda no mesmo ano. Durante a disputa pelo nome Gorgoroth, foi anunciado que Iversen se juntaria a Gaahl e King ov Hell em estúdio para o próximo álbum deles. Após o fim da disputa, ele se tornou membro de turnê da nova banda deles, God Seed. A banda se dissolveu em agosto de 2009, depois que Gaahl anunciou sua aposentadoria do black metal. Iversen ingressou na banda de thrash/black metal The Konsortium como guitarrista e na Ov Hell como membro de sessão em 2009.
Em 2010, o Nidingr lançou seu segundo álbum, Wolf-Father, enquanto The Konsortium lançou seu álbum de estreia autointitulado. Iversen ingressou no Mayhem em 2011, substituindo o compositor e guitarrista Blasphemer. Em 2012, o God Seed lançou o álbum ao vivo Live at Wacken, que apresentava gravações de um show de 2008 realizado sob o nome Gorgoroth. No mesmo ano, o Nidingr lançou seu terceiro álbum, Greatest of Deceivers. Iversen lançou seu primeiro álbum de estúdio com o Mayhem, Esoteric Warfare, em 2014, tendo escrito quase toda as músicas do álbum sozinho. Em 2015, ele compôs a música para uma produção da peça teatral Mãe Coragem e os Seus Filhos de Bertolt Brecht no Teatro Norueguês. O Nidingr lançou seu quarto álbum, The High Heat Licks Against Heaven, em 2017. The Konsortium lançou seu segundo álbum de estúdio, Rogaland, no ano seguinte. Iversen lançou seu segundo álbum de estúdio com o Mayhem, Daemon, em 2019, sendo creditado como compositor e letrista na maioria das músicas. Em 2020, ele lançou o primeiro álbum de seu projeto eletrônico/synthwave, intitulado Miami Murder. No ano seguinte, Iversen foi incluído no Rockheim Hall of Fame como membro do Mayhem.

## Discografia

### Com Mayhem

#### Álbuns de estúdio
- Esoteric Warfare (2014)
- Daemon (2019)

#### Álbuns ao vivo
- De Mysteriis Dom Sathanas Alive (2016)
- Daemonic Rites (2023)

#### EPs
- Atavistic Black Disorder / Kommando

### ComNidingr
- Sorrow Infinite and Darkness (2005)
- Wolf-Father (2010)
- Greatest of Deceivers (2012)
- The High Heat Licks Against Heaven (2017)

### Com The Konsortium
- The Konsortium (2011)
- Rogaland (2018)

### ComOrcustus
- Wrathrash (2005)

### Com Bergeton
- Miami Murder (2020)

### Com Umoral
- Der Sola Aldri Skinner (2021)

### Com Nunfuckritual
- In Bondage To The Serpent (2011)